# Тритто, Джакомо
Джакомо Доменико Марио Антонио Паскуале Джузеппе Тритто (итал. Giacomo Domenico Mario Antonio Pasquale Giuseppe Tritto; 2 апреля 1733 года, Альтамура, королевство Неаполя — 16 сентября 1824 года, Неаполь, королевство Обеих Сицилий) — итальянский композитор и музыкальный теоретик, отец композитора Доменико Тритто.

## Биография
Джакомо Доменико Марио Антонио Паскуале Джузеппе Тритто родился 2 апреля 1733 года в Альтамуре, в королевстве Неаполя. В 11 лет поступил в консерваторию Пьета дей Туркини, где обучался композиции у Николы Фаго и его помощника Лоренцо Фаго и контрапункту у Паскуале Кафаро.
В 1754 году в театре Фьорентини в Неаполе успешно дебютировал как оперный композитор оперой-буффа «Свадебные распри» (итал. Le nozze contrastate). Следующая опера композитора «Верность в любви» (итал. La fedeltà in amore) по либретто Франческо Черлоне была написана им в 1764 году и поставлена на сцене театра Нуово в Неаполе. С 1764 по 1810 год сочинил более 50 опер буффа и сериа. Среди комических опер композитора, написанных на сюжеты «народной комедии» (итал. commedia popolaresca), особого внимания заслуживают опера «Каменный гость» (итал. Il convitato di pietra) по либретто Джованни Баттисты Лоренци, поставленная в театре Фьорентини в Неаполе во время карнавала 1783 года, и опера «Певичка» (итал. La cantarina) по либретто Карло Гольдони, поставленная в театре Валле в Риме во время карнавала 1790 года. Среди его мелодраматических опер особого внимания заслуживают опера «Арминий» (итал. L'Arminio) по либретто Фердинандо Моретти, поставленная в театре Арджентина в Риме в январе 1786 года и последнее сценическое произведение композитора — опера «Марк Альбин в Сирии» (итал. Marco Albino in Siria), премьера которой состоялась 15 августа 1810 года на сцене театра Сан-Карло в Неаполе.
В октябре 1785 года Джакомо Тритто был принят на место терцо маэстро в консерватории Пьета-дей-Туркини, а в 1793 году — на место секондо маэстро, сменив на нём Николу Сала. В октябре 1799 года получил назначение на место примо маэстро в альма-матер. В декабре 1806 года все четыре консерватории Неаполя были объединены в Королевский музыкальный колледж, и Джакомо Тритто, вместе с Джованни Паизиелло и Феделе Фенароли, возглавлял его до февраля 1813 года. С апреля 1813 года возглавлял кафедру композиции и преподавал контрапункт в музыкальной школе. Его учениками были Винченцо Беллини, Саверио Меркаданте, Джакомо Мейербер, Гаспаре Спонтини, Карло Конти, Никола Манфроче, Франческо Флоримо, Пьетро Раймонди, Mарио Коста, Винченцо Фабрици.
В 1787 году был назначен директором театра Сан-Карло в Неаполе и маэстро королевского двора. В июле 1804 года возглавил капеллу города Неаполь. С 1810 года композитор сочинял исключительно церковную музыку. В 1821 году в Милане были изданы его сочинения, посвящённые теории музыки — «Действия и общие правила для понимания счисления, необходимого при разных размерах в басах» (итал. I partimenti e regole generali per conoscere qual numerica dar si debba a' varii movimenti del basso) и «Школа контрапункта, или Музыкальная теория» (итал. Scuola di contrapunto ossia Teorica musicale).
Джакомо Тритто умер 16 сентября 1824 года в Неаполе, в королевстве Обеих Сицилий.

## Творческое наследие
Творческое наследие композитора включает 54 оперы, сочинения камерной и церковной музыки, книги по теории музыки.